# Gerrit Möhlmann
Gerrit Möhlmann (nascido em 2 de agosto de 1950) é um ex-ciclista holandês, ativo entre 1972 e 1989.

## Carreira
Na pista, terminou em quinto na perseguição por equipes de 4 km dos Jogos Olímpicos de Montreal 1976.
Na estrada, venceu o Stausee-Rundfahrt Klingnau em 1978 e a Volta Limburg Classic em 1988, bem como etapas individuais do Tour de Olympia (1978 e 1978).

## Vida pessoal
Möhlmann é casado com a ciclista Anne Riemersma. Seus filhos Peter e Pleuni também são ciclistas profissionais.